# Seznam gruzinskih nogometašev
Seznam gruzinskih nogometašev.

## A
- Rati Aleksidze
- Jano Ananidze
- Archil Arveladze
- Shota Arveladze
- Malkhaz Asatiani

## D
- Givi Didava
- Vladimer Dvalishvili

## G
- Giorgi Gakhokidze
- Kakhaber Gogichaishvili

## I
- Alexander Iashvili

## J
- Gocha Jamarauli

## K
- Kakha Kaladze
- Revaz Kemoklidze
- Anri Khagush
- Otar Khizaneishvili
- Zurab Khizanishvili
- Georgiou Kinkladze
- Levan Kobiashvili

## R
- Alexander Rekhviashvili

## S
- Gela Shekiladze
- Murtaz Shelia
- Levan Silagadze

## T
- Kakhaber Tskhadadze
- Levan Tskitishvili